# Alexander Iossifowitsch Neschny
Alexander Iossifowitsch Neschny (russisch Александр Иосифович Нежный; * 17. August 1940 in Moskau, UdSSR) ist ein russischer Schriftsteller, Journalist und aktiver Publizist. Er war der Erste, der über die Verfolgung der Russisch-Orthodoxen Kirche in der Sowjetunion berichtet hat. Mehr als 18 Werke der Dokumentarliteratur und Belletristik sowie zahlreiche Artikel und Essays sind von ihm erschienen.

## Leben
Neshnyj wurde am 17. August 1940 in Moskau geboren und studierte Journalistik an der Lomonossow-Universität Moskau. Im Jahr 1958 fing er seine Tätigkeit als Journalist bei der Komsomolskaja Prawda und Trud an.
Als Journalist reiste quer durch die UdSSR und veröffentlichte seine Publizistik und Prosa in den wichtigsten literarischen Zeitschriften wie Nowyj Mir, Druschba Narodow, Snamja und Swesda. Neshnyj ist der Autor von 18 Dokumentations- und Belletristikwerken. Er schreibt für russische und westliche Medien, bzw. The New York Times, Ogonjek, und tritt mit Vorträgen im Radio Echo Moskwy und Radio Swoboda auf.
In den Jahren der Perestroika wurde er zu einem der ersten Autoren, der über die Verfolgung der Kirche durch das sowjetische Regime schrieb und seine Stimme für die Religionsfreiheit erhob. Doch schon in den 1990er Jahren machten seine rigorose scharfe Kritik des religiösen Fanatismus und der neu aufgeflammten Verbindung von Staat und Kirche in Russland (vgl. Znamya, Nr. 6, 06.2016) sowie seine Antisemitismus- und Rassismuskritik auch Neshnyj oft zum Opfer nationalistischer und religiöser Angriffe.
Die Inspiration für das Schreiben schöpft er aus dynamischen Veränderungen des zeitgenössischen Lebens, zahlreichen Begegnungen und Forschungen in Archiven. Sein Werk ist stark von Lev Tolstoj und Wladimir Solowjow geprägt.
In seinen Werken verarbeitet Alexander Neshnyj fundiertes dokumentarisches Material, Zeitungsartikel, Erinnerungen von Zeitgenossen sowie Urkunden. Unter den akribisch in Archiven gesammelten Unterlagen ist auch das Material aus den Archiven vom KGB, welches in den 1990er Jahren für kurze Zeit einer breiteren Öffentlichkeit zugänglich gemacht wurde.
Alexander Neshnyj lebt und arbeitet in Moskau.

## Mitgliedschaften
Seit 1979 war Neshnyj ein Mitglied des Schriftstellerverbandes der USSR und ist Mitglied des Schriftstellerverband Moskau.

## Auszeichnungen
- 2008: Venec Preis des Schriftstellerverbands Moskau, Magazin Koltso A[11] .
- 2016: Italienischer Literaturpreis Città di Penne-Mosca.

## Pressestimmen
Zum Werk von Alexander Neshnyj in Literatur- und Öffentlichkeitsdiskurse Russlands fasst der Pädagoge Jamburg schlüssig zusammen: «Dass Nezhniy der Erste war, der über die bittere und schreckliche Tragödie der Orthodoxen Kirche in der UdSSR berichtete, und sich für die Religionsfreiheit schon in 80er Jahren einsetzte, hielt ihn um so weniger davon ab, in der triumphalen Symphonie [der Russisch-Orthodoxen Kirche] falsche Obertöne wahrzunehmen.»

## Bibliographie
- Dni stschastlivych otkrytyj. Politisdat, Moskau 1975.
- Bereg rannego solnza. Molodaja gvardija, Moskau 1976.
- Reschajuschtschij dovod. Politisdat, Moskau 1979.
- Ogon nad peskami: Povest o Pavle Poltorazkom. Politisdat, Moskau 1985.
- Vosvraschtschenije schizni. Sovjetskaja Rossija, Moskau 1985.
- Bumaschnoje delo. Sovjetskaja Rossija, Moskau 1987.
- Sijala optina pustyn. Sovjetskaja Rossija, Moskau 1989.
- Janvar v Tjumeni//Po obe storony Obi. Mysl, Moskau 1989, ISBN 5-244-00312-7.
- Smertnyj tschas. Moskovskij rabotschij, Moskau 1991.
- Pjuchtizkij Uspenskij schenskij monastyr. Start, Moskau 1991.
- Dopros Patriarcha. Graal, Moskau 1997, ISBN 5-7873-0008-4.
- Pogruschenije vo mrak. Drevo dobra, Moskau 2002, ISBN 5-93688-005-2.
- Der heilige Doktor – Friedrich Joseph Haass. Friedrich Joseph Haass Gesellschaft, Bad Münstereifel 2007. (Herausgegeben von A. Neshnyj. Deutsche Übersetzung von Maria Klassen). ISBN 978-3-00-023156-8.
- Tam, gde presol satany. Vremja, Moskau 2010.
- Isgnanije boga. Chleb, Moskau 2011, ISBN 978-5-905187-01-8.
- Nimbus. Povest o dokrore Gaase. M. I. Rudomino VGBIL, Moskau 2013, ISBN 978-5-905626-62-3.
- Posluschniza Materi Boschejej. M. I. Rudomino VGBIL, Moskau 2014, ISBN 978-5-905626-62-3.
- Voschdelenije. M. I. Rudomino VGBIL, Moskau 2015, ISBN 978-5-00-087070-9.